# Stravaj
Stravaj es una localidad albanesa del condado de Elbasan. Se encuentra situada en el centro del país y desde 2015 está constituida como una unidad administrativa del municipio de Prrenjas. A finales de 2011, el territorio de la actual unidad administrativa tenía 2427 habitantes.
La unidad administrativa incluye los pueblos de Farret, Gaferr, Shqiponje, Sopot, Stranik y Stravaj.
Se ubica unos 15 km al suroeste de la capital municipal Prrenjas.